# Sorrir Faz a Vida Valer
Sorrir Faz a Vida Valer é o 21.º álbum da cantora e compositora paraibana Roberta Miranda, lançado em 7 de dezembro de 2010. O álbum apresenta o ecletismo de Miranda, quando já em "Forrépeando", homenageia Dominguinhos, com a partipação de MV Bill, em uma canção que mistura forró com rap. Além disso, o projeto ainda apresenta regravação de "Ilusões", composta por Victor Chaves e, inicialmente, interpretada por Victor & Léo, "Alô", canção de 1994 composta por Roberto Carlos e Erasmo.

## Lista de faixas
| N.º | Título                                  | Compositor(es)                                 | Duração |  |
| 1.  | "Sorrir Faz a Vida Valer"               | Roberta Miranda                                |         |  |
| 2.  | "Alô"                                   | Roberto Carlos e Erasmo Carlos                 |         |  |
| 4.  | "História de Amor"                      | Roberta Miranda e Tereza Tinoco                |         |  |
| 5.  | "Meus Direitos"                         | Roberta Miranda                                |         |  |
| 6.  | "Forrépeando" (Participação de MV Bill) | Roberta Miranda e MV Bill                      | 2:52    |  |
| 7.  | "Digitais"                              | Roberta Miranda                                |         |  |
| 8.  | "Olhos do Amor"                         | Roberta Miranda                                |         |  |
| 9.  | "Rei dos Reis"                          | Roberta Miranda                                |         |  |
| 10. | "Só Quem Ama Sabe"                      | Luciana Cardoso, Nil Bernardes e Luiz Schiavon |         |  |
| 11. | "Por Você Esqueci de Mim"               | Roberta Miranda e Antonio Luiz                 |         |  |
| 12. | "Esperança"                             | Roberta Miranda                                |         |  |
| 13. | "Ilusões"                               | Victor Chaves                                  |         |  |
| 14. | "Senhora Saudade"                       | Roberta Miranda                                |         |  |

## Ficha técnica
A gravação do álbum ocorreu nos estúdios Promix, em São Paulo, enquanto a mixagem foi realizada nos estúdios MOVE, em Malibu, Califórnia, e a masterização no estúdio Visom Digital, no Rio de Janeiro. MV Bill gravou seus vocais no estúdio Manga Rosa, no Rio de Janeiro.
| Engenharia de áudio Alex Angeloni (gravação) Rafael Jacob (gravação) Moogie Canázio (mixagem) Hatch Inegake (assistente de mixagem) Ricardo (masterização) Arranjos Gabriel Jacob Marcos Pontes Pro Tools Enrico Romano Produção Roberta Miranda (artística) Antonio Luiz (artística) Grimaldi D. Gomes (arregimentação) | Direção Celia Moratori (executiva) Banda Marcos Pontes (teclado) Anderson Toledo (teclado) Pedro Ivo (baixo) Albino Infantozzih (bateria) Gabriel Jacob (violão) Gileno (violão flamenco) Adeildo Lopes (guitarra) Alex Fornari (guitarra) João Gustavo (acordeon) Augostinho Hipolito (acordeon) Dominguinhos (acordeon) Alex Angeloni (loopings) Alê di Vieira (percussão) Laercio da Costa (percussão) Marcus Cézar (percussão) |